# سمرنة
سمِرنَة (باليونانية: Σμύρνη؛ بالتركية العثمانية: سمرنه؛ بالتركية: Smirna) هي مدينة يونانية قديمة تقع على الساحل الغربي للأناضول، على ساحل البحر الأبيض المتوسط. يعود تاريخ تأسيس المدينة إلى القرن الحادي عشر قبل الميلاد. وتقع أطلالها ضمن مدينة إزمير التركية.
سميت سميرنا بهذا الاسم نسبة إلى إحدى الأمازونيات، كما كان هذا الاسم يطلق سابقا على أحد أحياء مدينة أفسس.
حُوِّرَ اسم المدينة لاحقا ليصبح زاميرانا Ζμύρνα وزمورنايوس Ζμυρναῖος ومنه اشتق اسم المدينة الحديث إزمير.

## أعلام
- هوميروس
- آدم ريتشاردز
- والتر إم. غيدز